# الصمم في الصومال
العدد الدقيق للسكان الصم في الصومال غير معروف، لكن التقديرات تشير إلى حوالي 4000 شخص. أحرزت الصومال تقدمًا ملحوظًا في مجال حقوق ذوي الإعاقة. ومع ذلك، في تقرير الإعاقة الصادر عن الصومال عام 2024، كان هناك تركيز ضئيل على الصوماليين ضعف السمع (DHH) أو لغة الإشارة الصومالية، مع غياب معلومات حول تعليم مجتمع الصم. لكن توجد مدرسة في مقديشو، الصومال، تقوم بتعليم الأطفال الصم باستخدام لغة الإشارة الصومالية.

## حقوق الإنسان والحقوق المدنية

### اتفاقية الأمم المتحدة لحقوق الأشخاص ذوي الإعاقة
تُحدد حقوق الإنسان للأشخاص ذوي ضعف السمع في الأمم المتحدة ضمن اتفاقية حقوق الأشخاص ذوي الإعاقة (CRPD). صدقت الصومال على هذه الاتفاقية في عام 2019، لكنها لم تقبل البروتوكول الاختياري الملحق بها. وبينما تنطبق اتفاقية حقوق الأشخاص ذوي الإعاقة على جميع مجتمعات الإعاقة، يسلط الاتحاد العالمي للصم (WFD) الضوء على عدة مواد ذات أهمية خاصة.
- حقوق لغة الإشارة (المواد 2، 21.ب، 21.3، 23.3، و 24.3ب)
- ثقافة الصم والهوية اللغوية (المادة 30.4)
- التعليم ثنائي اللغة (المادة 24.1، 24.3ب، 24.4)
- التعلم مدى الحياة (المادة 5، 24.5، و 27)
- إمكانية الوصول (المادة 9 و 21)
- فرص العمل المتساوية (المادة 27)
- المشاركة المتساوية (المادة 5، 12، 20، 23، 24، 29)

### تقرير الدولة الطرف
كان من المقرر تقديم تقرير الصومال الأولي كدولة طرف في عام 2023، لكنه لم يُقدم بعد.[بحاجة لمصدر]

### تقرير الإعاقة في الصومال
في عام 2024، نشر المكتب الوطني للإحصاء في الصومال تقريرًا وطنيًا حول وضع الأشخاص ذوي الإعاقة. طوال التقرير، لم يُولَ اهتمام كبير لمجتمعات ضعف السمع. لم تُستخدم كلمة "أصم" أو "صمم" ولو لمرة واحدة في الوثيقة.[بحاجة لمصدر]
يخصص التقرير قسمًا يتناول الوصول إلى التعليم للأشخاص ذوي الإعاقة، مشيرًا إلى الفجوة الكبيرة في الوصول إلى التعليم بين الأشخاص الأصحاء وذوي الإعاقة. على الرغم من ذلك، لم يُذكر تعليم الأشخاص ذوي ضعف السمع على وجه التحديد. لا يناقش هذا التقرير ما إذا كانت لغة الإشارة تُستخدم في التعليم الصومالي وكيفية استخدامها، على الرغم من أنها موجودة.

## لغة الإشارة في الصومال
اعتبارًا من 6 فبراير 2025، تستخدم مجتمعات الصم ومدارسهم في الصومال لغة الإشارة الصومالية (SSL). بدأت هذه اللغة كلغة إشارة كينية، قبل أن تتطور لتصبح لغة إشارة خاصة بالصومال.[بحاجة لمصدر]

### الوضع القانوني
اعتبارًا من عام 2025، لا يمتلك الاتحاد العالمي للصم أي معلومات حول الاعتراف القانوني بلغة الإشارة الصومالية.

## التدخل المبكر
يشير التدخل المبكر للأطفال الصم وضعاف السمع إلى الخدمات والدعم المقدم للعائلات والمهنيين لمساعدة هؤلاء الأطفال على تعلم اللغة وتطوير مهارات الكلام والتواصل الاجتماعي. من الأساليب الشائعة المستخدمة في التدخل المبكر للأطفال ذوي ضعف السمع: زراعات القوقعة، سماعات الأذن، وبرامج تعليمية مصممة خصيصًا لتلبية احتياجات الطفل.[بحاجة لمصدر]
تفتقر فحوصات التدخل المبكر في الصومال إلى المعلومات الكافية. ففي تحليل عام 2015 لوضع فحوصات حديثي الولادة عالميًا، ذكرت الدراسة في قسمها الخاص بمنطقة الشرق الأوسط وشمال إفريقيا أنه "على الرغم من كونها جزءًا تقنيًا من المنطقة، إلا أن القليل معروف عن أنشطة الفحص في السودان والصومال."
مع ذلك، في ديسمبر 2021، افتتحت الصومال أول مركز مرجعي لفحص السمع في مقديشو بمستشفى رجب طيب أردوغان. ويذكر الموقع الذي نشر هذا الخبر أن "المركز سيستخدم قياس السمع بالاستجابة المثارة لجذع الدماغ للكشف عن فقدان السمع لدى حديثي الولادة والأطفال."
أعلنت منظمة الأمين الإنسانية على موقعها الإلكتروني أن الصومال من بين الدول التي تقدم لها زراعات القوقعة، وتحديداً للأطفال.
علاوة على ذلك، أعلنت منظمة خيرية مقرها المملكة المتحدة، وهي الوكالة الدولية للإغاثة الطبية (IMRA)، على موقعها الإلكتروني في مايو 2024 أنها سترسل جراحين إلى مقديشو، الصومال لإجراء جراحات الأذن للصوماليين الفقراء في مستشفى الإحسان. وتؤكد IMRA أنها تخطط لمواصلة إرسال الكوادر الطبية إلى هذا المستشفى.

## التعليم
تأسست مدرسة هرجيسا للصم من قبل المجتمع وامرأتين صمتين من واجير، كينيا، وتقع في هرجيسا، أرض الصومال. تأسست في عام 2001، وعلى الرغم من عمليات النقل المتعددة، لا تزال تعمل في هرجيسا. يبدو أن الأطفال ذوي ضعف السمع الذين كانت لديهم خبرة سابقة قليلة في البيئات المدرسية التقليدية قد استفادوا من اكتساب لغة الإشارة والتنشئة الاجتماعية التي توفرت لهم بالالتحاق بالمدرسة. قامت المدرسة بالتدريس بلغة الإشارة، ووقع جميع الأطفال في مقابلتهم مع بي بي سي. المدرسة الثانية في الصومال هي منظمة بدبادو وتنمية التعليم.
تصف صفية حسن، وهي من سكان أرض الصومال الأصليين، ظروف كلتا المدرستين بأنها غير آمنة، وتعاني من نقص الموظفين، وغير صحية.
في كيسمايو، الصومال، افتتحت مدرستان، جوبا وفانولي الابتدائية والثانوية، فصولًا دراسية مخصصة للطلاب الصم اعتبارًا من عام 2019. تم تدريب أربعة معلمين على تعليم الأطفال الصم، وقُدمت دورة تدريبية للغة الإشارة لـ 100 معلم عبر مدارس مختلفة. التعليم المقدم لهؤلاء الأطفال في كيسمايو مجاني.

## التوظيف
معدل توظيف المواطنين ذوي ضعف السمع في الصومال منخفض، ويكافح العديد من هؤلاء الأفراد للعثور على عمل بسبب التمييز في بيئة العمل ونقص فرص التواصل بين أصحاب العمل والموظفين المحتملين.
يجد بعض الصوماليين الصم/ضعاف السمع عملًا مستقلاً من خلال ريادة الأعمال، مثل صالونات الحلاقة والمبيعات عبر الإنترنت. ويُعد العمل الحر في الصومال أحد الفرص القليلة المتاحة للأشخاص ذوي ضعف السمع للعثور على عمل وتحقيق الاستقرار المالي. يدعي موسى كادلي، رئيس SONAD، أن أكثر من 200 عضو في SONAD قد وجدوا عملًا من خلال ريادة الأعمال.
اعتبارًا من 30 أكتوبر 2024، نشر برنامج الأمم المتحدة الإنمائي في الصومال والوكالة الوطنية للإعاقة (NDA) منهج تدريب مدربي لغة الإشارة الصومالية، بهدف منح الصوماليين ذوي ضعف السمع في مدرسة الصم الصومالية بمقديشو الفرصة لتعلم كيفية تدريس لغة الإشارة الصومالية بأنفسهم كمسار وظيفي. يتم تمويل هذا المنهج من قبل مركز الملك سلمان للإغاثة والأعمال الإنسانية.[بحاجة لمصدر]
تبذل المنظمات الصومالية جهودًا لجعل التوظيف أكثر إنصافًا في البلاد، ومنها شبكة الإعاقة الصومالية. ففي عام 2022، نشرت الشبكة مقالًا يشرح بإيجاز مؤتمرًا عُقد حول التوظيف والتعليم للصم/ضعاف السمع. وناقش المؤتمر التحديات المجتمعية التي تعيق الصوماليين ذوي ضعف السمع عن الحصول على وظائف.